# Ыа
Ыа — река в России, протекает на северо-западе Удорского района Республики Коми. Правый приток реки Кула.
Длина реки составляет 18 км.
Течёт по лесной болотистой местности. Генеральным направлением течения является юг — юго-запад. Впадает в Кулу на высоте 54 м над уровнем моря.

## Данные водного реестра
По данным государственного водного реестра России относится к Двинско-Печорскому бассейновому округу, водохозяйственный участок реки — Мезень от истока до водомерного поста у деревни Малонисогорская. Речной бассейн реки — Мезень.
Код водного объекта в государственном водном реестре — 03030000112103000047603.